# Grégory Malicki
Grégory Malicki (Thiais, 23 novembre 1973) è un ex calciatore francese, di ruolo portiere.